# أبرشية دمشق للروم الملكيين الكاثوليك

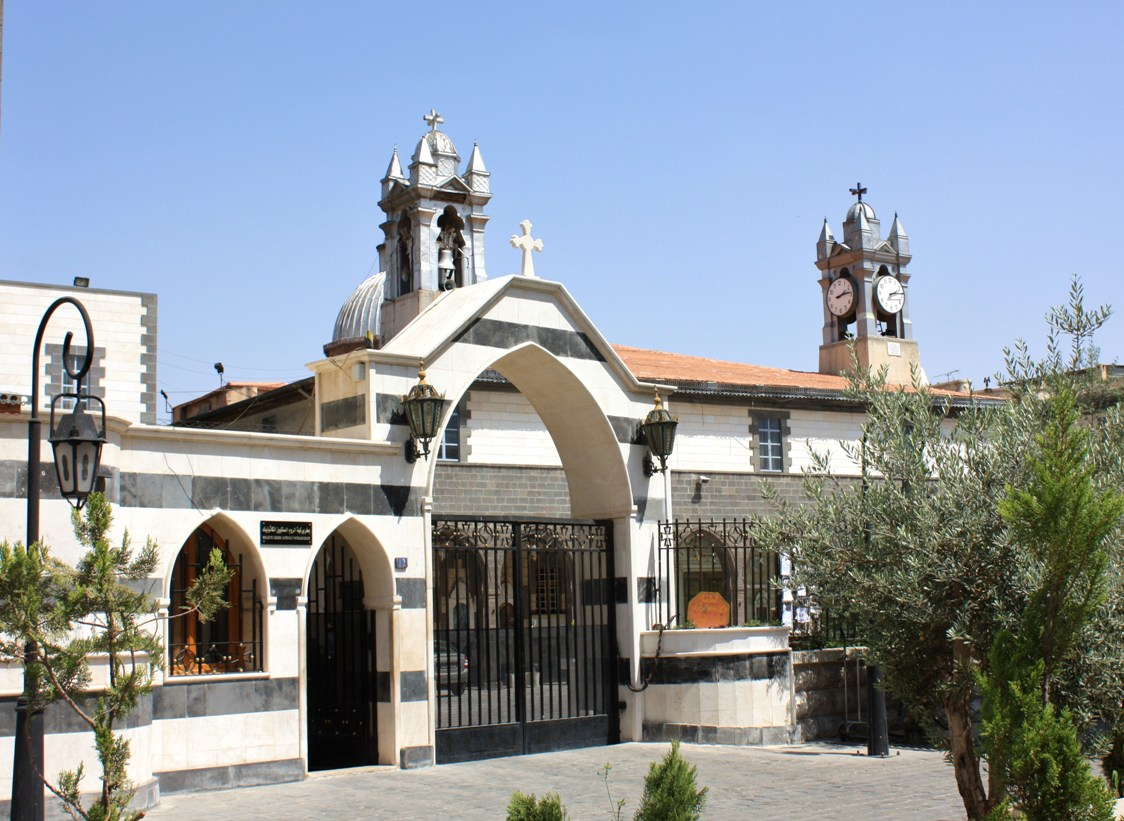
كاتدرائية سيدة النياح وتعرف أيضًا باسم «كنيسة الزيتون» وتعتبر مقر كنيسة الروم الملكيين الكاثوليك في العالم، وتقع في باب شرقي بدمشق القديمة.

أبرشية دمشق للروم الملكيين الكاثوليك أو الكرسي البطريركي الانطاكيّ في دمشق هي أبرشية والكرسي البطريركي لكنيسة الروم الملكيين الكاثوليك، وتخدم الرعايا الروم الملكيين الكاثوليك في مدينة دمشق في سوريا. مقر الأبرشية يقع في كاتدرائية سيدة النياح والتي تعرف أيضًا باسم «كنيسة الزيتون» وتعتبر مقر كنيسة الروم الملكيين الكاثوليك في العالم، وتقع في باب شرقي بدمشق القديمة. أسقف الأبرشية الحالي هو البطريرك غريغوريوس الثالث لحام.
يتبع رعايا الأبرشية الطقوس البيزنطية وتنقسم الأبرشية إلى 20 رعية ويتبعها حوالي 150,000 روم كاثوليكي يقطنون في مدينة دمشق وضواحيها.
أسس القديس بطرس حسب التقاليد المسيحية كرسيّه، في عام 36 للميلاد. وكان الكرسي الأنطاكي يضمّ في مطلع القرن الخامس تحت سلطته القضائية مئة وثلاثة وخمسين أسقفًا. وهي موطن اللاهوتي يوحنا ذهبي الفم. وبعدما احتلّها الصليبيّون عام 1098، اضطرّ البطريرك الملكيّ يوحنا الرابع، على مغادرتها. ومنذ ذلك الحين أقام البطاركة الأنطاكيّون في القسطنطينيّة، حتى عام 1268، تاريخ احتلال أنطاكية على يد السلطان المملوك بيبرس الأوّل الذي دمّرها. وفيما بعد تمّ استبدالها بدمشق في عهد البطريرك باخوميوس، بين عامي 1375 و1368. وصاحب الغبطة غريغوريوس الثّالث لحّام هو البطريرك الأنطاكيّ الثّاني بعد المئة والسبعين، في خلافة القديس بطرس، كما أنه البطريرك الحادي والعشرون منذ استقلال كنيسة الروم الملكيّين الكاثوليك عام 1724.